# Someday This Pain Will Be Useful to You
Someday This Pain Will Be Useful to You é um filme do gênero drama de 2012 dirigido por Roberto Faenza baseado na obra de Peter Cameron.

## Sinopse
Durante o verão, um jovem recluso precisa lidar com sua família problemática antes de ingressar-se à faculdade.

## Elenco
| Ator              | Papel                      |
| ----------------- | -------------------------- |
| Lucy Liu          | Life Coach                 |
| Aubrey Plaza      | Real Estate Agent          |
| Deborah Ann Woll  | Gillian Sveck              |
| Marcia Gay Harden | Marjorie Dunfour           |
| Stephen Lang      | Barry Rogers               |
| Ellen Burstyn     | Nanette                    |
| Peter Gallagher   | Paul Sveck                 |
| Jonny Weston      | Thom                       |
| Siobhan Fallon    | Mrs. Beemer                |
| Dree Hemingway    |                            |
| Toby Regbo        | James Sveck                |
| Christopher Mann  | Guarda                     |
| Ron Maestri       | Greenwich Village Passerby |
| Peter Y. Kim      | Funeral Waiter             |
| Rekha Luther      | Olivia                     |
| Dieter Riesle     | Man Visitor                |
| Rainer Judd       | German Art Buyer           |
| Shaun Brown       | Estudante                  |
| Jade Gzi          | Asian Restaurant Hostess   |
| John Mancini      | Army General               |
| Gilbert Owuor     | John Webster               |
| Christine Nelson  | Estudante                  |
| Skyler Marshall   | Estudante                  |
| Chris Perillo     | Estudante                  |
| Amelia Workman    | Mulher Jovem               |
| Dasha Mironova    | Estudante                  |
| Greg McFadden     | Robert                     |
| Carmen Lamar      | Lawyer                     |